# Nowy Tomyśl (gemeente)
De gemeente Nowy Tomyśl is een stad- en landgemeente in het Poolse woiwodschap Groot-Polen, in powiat Nowotomyski.
De zetel van de gemeente is in Nowy Tomyśl.
Op 30 juni 2004 telde de gemeente 24 033 inwoners.

## Oppervlakte gegevens
In 2002 bedroeg de totale oppervlakte van gemeente Nowy Tomyśl 185,89 km², waarvan:
- agrarisch gebied: 57%
- bossen: 33%

De gemeente beslaat 18,37% van de totale oppervlakte van de powiat.

## Demografie
Stand op 30 juni 2004:
| Omschrijving                   | Totaal | Totaal | Vrouwen | Vrouwen | Mannen | Mannen |
| ------------------------------ | ------ | ------ | ------- | ------- | ------ | ------ |
| eenheid                        | aantal | %      | aantal  | %       | aantal | %      |
| inwoners                       | 24 033 | 100    | 12 486  | 52      | 11 547 | 48     |
| bevolkingsdichtheid (inw./km²) | 129,3  | 129,3  | 67,2    | 67,2    | 62,1   | 62,1   |

In 2002 bedroeg het gemiddelde inkomen per inwoner 1325,03 zł.

## Administratieve plaatsen (sołectwo)
Boruja Kościelna, Bukowiec, Cicha Góra, Chojniki, Glinno, Grubsko, Jastrzębsko Stare, Kozie Laski, Nowa Boruja, Nowa Róża, Paproć, Przyłęk, Róża, Sątopy, Sękowo, Stary Tomyśl, Szarki, Wytomyśl.

## Aangrenzende gemeenten
Grodzisk Wielkopolski, Kuślin, Lwówek, Miedzichowo, Opalenica, Siedlec, Zbąszyń